# 维吾尔语方言
现在通常认为维吾尔语有中心、和田和罗布三种主要的方言，每一种方言下又可分出不同的次方言，但各地方言差异较小，彼此可以互通。

## 方言种类
历史上有多种对维吾尔语方言的分类方法，但现今较为公认的是由E. R. 特尼舍夫引入的三种方言的分类法。该体系后被其他语言学者们如M. 奥斯马诺夫加以修改，但特尼舍夫引入的原版分类依然是最受公认的。
特尼舍夫的分类法如下：
| 中心方言 | 吐鲁番话     |
| 中心方言 | 龟兹话       |
| 中心方言 | 阿克苏地区话 |
| 中心方言 | 喀什话       |
| 中心方言 | 莎车话       |
| 南部方言 | 和田话       |
| 东部方言 | 罗布话       |

R·F·哈恩将中心方言进一步分为北中心子类和南中心子类。北中心子类包括伊宁话（旧称塔兰奇话）、伊犁话和哈密话，南中心子类包括塔里木、多兰、阿图什和莫卧儿部落话，也包括原来特尼舍夫所定义的中心地区南部的方言。他又在南部方言中加入了且末县话和固玛镇话，也许还加入了柯坪县话（但下表未列出）。
哈恩在中心方言中加入的若干方言也被奥斯马诺夫所选用，而奥斯马诺夫又进一步把南部方言分成三个子类：子类一包括固玛镇话，子类二包括埃奇话，子类三包括切里亚话、于田县话（旧称克里亞話）、尼雅话和且末县话。
下面的表格载明了上述分类方法：
| 中心方言 | 北中心子类   | 乌鲁木齐话               |
| 中心方言 | 北中心子类   | 伊犁话                   |
| 中心方言 | 北中心子类   | 伊宁话（旧称塔兰奇话）   |
| 中心方言 | 北中心子类   | 吐鲁番话                 |
| 中心方言 | 北中心子类   | 哈密话                   |
| 中心方言 | 南中心子类   | 喀什话                   |
| 中心方言 | 南中心子类   | 刀朗人方言               |
| 中心方言 | 南中心子类   | 阿图什话                 |
| 中心方言 | 南中心子类   | 塔里木话                 |
| 中心方言 | 南中心子类   | 莫卧儿部落话             |
| 中心方言 | 南中心子类   | 龟兹话                   |
| 中心方言 | 莎车话       |                          |
| 中心方言 | 阿克苏地区话 |                          |
| 南部方言 | 子类一       | 固玛镇话                 |
| 南部方言 | 子类二       | 埃奇话                   |
| 南部方言 | 子类二       | 墨玉县话                 |
| 南部方言 | 子类三       | 切里亞話                 |
| 南部方言 | 子类三       | 于田县话（旧称克里亚话） |
| 南部方言 | 子类三       | 尼雅话                   |
| 南部方言 | 子类三       | 且末县话                 |
| 南部方言 | 和田话       |                          |
| 东部方言 | 罗布话       | 罗布话                   |

特尼舍夫的分类方法基于以下四项参数：音位/i/的质量、音变（metaphony）、语音同化和将来时中动词的变位。奥斯马诺夫则选用了另两个参数作为分类标准：现在-将来时中的变位和未完成时态的动词分词。
中心方言涵盖了90%的维吾尔语使用者，而剩下两种方言只涵盖相对较少的使用者。

## 标准语
维吾尔语有两种标准语：
- 标准新疆维吾尔语，主要用于新疆
- 标准苏维埃维吾尔语（Standard Soviet Uyghur），主要用于哈萨克斯坦

上述第一种用于新疆的标准语基于北中心子类的乌鲁木齐话，而第二种主要用于哈萨克斯坦的方言基于北中心子类的伊犁话。请注意，虽然苏联已经不复存在，但上述第二种方言名称中的苏维埃（Soviet）一词依旧保留。
上述两种标准语的主要区别在于其正写法和词库。新疆标准语基于阿拉伯字母变体，由阿拉伯维吾尔字母作为书写载体；而苏维埃标准语是基于西里尔字母的，其子母集被称为西里尔维吾尔字母。新疆标准语的词汇极大地受到汉语普通话的影响，而苏维埃标准语则极大地受俄语影响。

### 注脚
1. 1 2  Hahn 1991，第6頁
2. 1 2 3  Yakup 2005，第6頁
3. 1 2 3  Hahn 1998，第395–396頁
4. ↑  Yakup 2005，第6–7頁
5. ↑  Yakup 2005，第8頁

### 文献
- Abdurehim, Esmael (2014), The Lopnor dialect of Uyghur - A descriptive analysis （页面存档备份，存于） (PDF),Publications of the Institute for Asian and African Studies 17,Helsinki: Unigrafia, ISBN 978-951-51-0384-0
- Hahn, Reinhard F., , London and Seattle: University of Washington Press, 1991, ISBN 978-0-295-98651-7
- Hahn, Reinhard F., , Johanson, Lars; Csató, Éva Ágnes  (编), , Routledge: 379–396, 1998, ISBN 978-0-415-08200-6
- Yakup, Abdurishid, , Turcologica 63, Wiesbaden: Harrassowitz Verlag, 2005, ISBN 3-447-05233-3